# Liam Ridgewell
Liam Matthew Ridgewell (London, 1984. július 21. –) angol labdarúgó, jelenleg a Birmingham City játékosa.

## Pályafutása
Az Aston Villa csapatában 2003. január 4-én mutatkozott be a Blackburn Rovers ellen az FA Kupában Rob Edwards cseréjeként.
A Birmingham City-be 2007. augusztus 3-án csatlakozott, így ő lett az első játékos Des Bremner óta, aki a városi riválishoz igazolt.

## Külső hivatkozások
- Liam Ridgewell pályafutásának statisztikái a Soccerbase oldalon (angolul)